# 山下昭史
山下 昭史（やました あきし、1966年〈昭和41年〉9月2日 - ）は、日本の政治家。香川県三豊市長（2期）。

## 来歴
香川県三豊市高瀬町出身。1985年（昭和60年）3月、香川県立丸亀高等学校卒業。1990年（平成2年）3月、國學院大學経済学部卒業。同年4月、瀬戸内海放送に就職。『ばちこい!』のプロデューサーや『KSBザ・ビッグバン』の司会を務めた。2009年（平成21年）9月、退社。
2011年（平成23年）4月、香川県議会議員選挙に自由民主党公認で出馬し、初当選した。2015年（平成27年）、再選。
2017年（平成29年）11月3日、三豊市長の横山忠始が肺がんのため、任期途中で死去。同年12月24日に行われた市長選挙に、自民党県連の推薦を得て立候補。元市議の大平敏弘を破り、初当選を果たした。
※当日有権者数：56,083人 最終投票率：44.66%（前回比：pts）
| 候補者名 | 年齢 | 所属党派 | 新旧別 | 得票数   | 得票率 | 推薦・支持         |
| -------- | ---- | -------- | ------ | -------- | ------ | ------------------ |
| 山下昭史 | 51   | 無所属   | 新     | 17,266票 | 70.11% | （推薦）自由民主党 |
| 大平敏弘 | 63   | 無所属   | 新     | 7,362票  | 29.89% |                    |

2021年9月6日、2022年1月23日告示・同30日投開票の市長選に出馬することを表明した（選挙費用削減策として、市議会議員選挙と同日に行われるように設定されている）。一方、市長の任期は2021年12月23日までであるため、市長が不在の期間は副市長が職務代理者を務める。
2022年1月23日告示の市長選挙では山下以外の立候補者が現れなかったため無投票で再選を果たした。

## 政策・主張
- 2019年（令和元年）6月7日、LGBTなど性的少数者のカップルが婚姻に相当する関係にあると認める「パートナーシップ宣誓制度」を、2019年度中に導入する方針を明らかにした[8]。その後、12月定例市議会初日の12月2日、同制度を2020年1月1日から開始することを明らかにした。四国の自治体では初めての導入となる見通し[9]。